# Ксенжа-Воля
Ксенжа-Воля (пол. Księża Wola) — село в Польщі, у гміні Рава-Мазовецька Равського повіту Лодзинського воєводства.
Населення — 257 осіб (2011).
У 1975-1998 роках село належало до Скерневицького воєводства.

## Демографія
Демографічна структура станом на 31 березня 2011 року:
|          | Загалом | Допрацездатний вік | Працездатний вік | Постпрацездатний вік |
| -------- | ------- | ------------------ | ---------------- | -------------------- |
| Чоловіки | 135     | 28                 | 89               | 18                   |
| Жінки    | 122     | 28                 | 60               | 34                   |
| Разом    | 257     | 56                 | 149              | 52                   |